# Adenocauda
Adenocauda is een geslacht uit de familie Proporidae.

## Soorten
Het geslacht bestaat uit 1 soort, de Adenocauda helgolandica die in 1968 voor het eerst wetenschappelijk beschreven werd door Dörjes.